# Anoplocaryum
- Commons
- Wikispecies

Anoplocaryum Ledeb.  é um gênero de plantas pertencente à família Boraginaceae.

## Espécies
- Anoplocaryum brandisii
- Anoplocaryum compressum
- Anoplocaryum helenae
- Lista completa